# Ґабор Крюзелі
Ґабор Крюзелі (23 вересня 1972 року, Ужгород) — угорський живописець і графік.

## Життєпис
Народився в Ужгороді на Закарпатті, друга дитина Кароля Крюзелі та Вероніки Ковач. Мешкає в Егері. У 1989 році закінчив середню школу імені Залки Мате в Ужгороді. Його першим учителем малювання був Міклош Лейтерег. У 1995 році отримав диплом вчителя малювання, а в 1998 році — вчителя візуальної комунікації в Педагогічному коледжі імені Естергазі Кароля в Егері, де йому викладали відомі художники: Петер Фьолді та Іштван Б. Надь. Під час навчання в коледжі він заробляв на життя як вуличний портретист, що не тільки дало йому багато можливостей для практики, але й зробило відомою особистістю в Егері. З 1992 року брав участь у багатьох престижних виставках. Член мистецького кола галереї Ar2day.
Стиль Ґабора Крюзелі чистий, і, дивлячись на його картини, можна побачити зв'язки з його великими кумирами. У його картинах ми можемо розпізнати рушійні сили життя, які він представляє нам з достатньою серйозністю, а іноді й іронією. Він працює швидко та енергійно, використовуючи фарби на водній основі, такі як акрил.
Спочатку він створював свої картини в техніці, яка досі залишається унікальною та оригінальною. Це була техніка, схожа на офорт, картини на скляних поверхнях. Він наносив на скло шар диму, який зішкрябував тонкою голкою. Усвідомивши обмеженість живопису на склі, він відмовився від нього і повернувся до роботи на полотні.
Колір і форма його картин вирізняються особливим колоритом: фігури танцюють, обіймаються, займаються спортом, шукають контакту і насолоджуються життям у видимій павутині. Художник вкладає свої настрої та емоції в цю гнучку павутину простору і таким чином мандрує у просторі та часі. Він акцентує на своїх об'єктах, згинаючи та підкреслюючи їхні фокусні точки. Його віра в універсальність тісно пов'язана з балансом.